# Lijst van IJslandse schrijvers
Lijst van IJslandse schrijvers:
- Kristín Marja Baldursdóttir
- Hallgrímur Helgason
- Arnaldur Indriðason
- Viktor Arnar Ingólfsson
- Matthías Jochumsson
- Ævar Örn Jósepsson
- Halldór Laxness
- Olaf Olafsson
- Hallgrímur Pétursson
- Lilja Sigurðardóttir
- Ragna Sigurðardóttir
- Yrsa Sigurðardóttir
- Jón Sveinsson
- Þórbergur Þórðarson